# Ракитинский заказник
Раки́тинский заказник — региональный комплексный заказник. Назван по названию реки Ракитинки, которая протекает через его территорию. Расположен на территории Гатчинского района Ленинградской области. В южной части граничит с заказником Север Мшинского болота. Организован решением Леноблисполкома № 145 от 29 марта 1976 года по инициативе СПб НИИЛХ. Переутвержден постановлением правительства Ленинградской области № 494 от 26 декабря 1996 года.
Площадь заказника составляет 7,7 км². Заказник находится в ведении правительства Ленинградской области и Государственного опытного лесного хозяйства «Сиверский лес».
Заказник создан с целью сохранения южнотаёжных ельников кисличников с растениями широколиственных лесов. Также используется как научный полигон для изучения влияния гидролесомелиорации на леса и болота.
Изучение влияния мелиорации на растительность в районе нынешнего заказника было начато ещё в XVIII веке, продолжено в 1909—1915 годах и в 1950-е годы.
Из коренной растительности на территории заказника находятся травянодубравные ельники, черничники и кисличники, занимающие небольшие площади. К настоящему времени под действием гидромелиорации исчезли безлесные болота, а среди растений на осушённых местах и местах рубок стали преобладать сфагновые сосняки и березняки, долгомошно-черничные сосняки, травянодубравные осинники и таволжные черноольшанники. Также на месте осушенных болот имеются посадки ели, сосны и лиственницы. Особо охраняются черноольховые леса и травянодубравные ельники.
На территории заказника запрещена приватизация земель, промышленное, сельскохозяйственное и социальное их использование (кроме участков, бывших в собственности до организации заказника), рубка леса (кроме санитарной), мелиоративные работы (кроме связанных с изменением гидрологического режима), разработка полезных ископаемых, добыча торфа, сброс сточных вод, применение ядохимикатов и пестицидов, разведение костров и организация туристических стоянок, сбор лекарственного сырья, охота. Разрешаются санитарные рубки, противопожарные мероприятия, научная работа и проведение учебных занятий.